# کنراد فایت
کنراد فایت (به آلمانی: Conrad Veidt) (زاده ۲۲ ژانویهٔ ۱۸۹۳ – درگذشته ۳ آوریل ۱۹۴۳) یک بازیگر اهل آلمان بود. وی بین سال‌های ۱۹۱۷ تا ۱۹۴۳ میلادی فعالیت می‌کرد.

## فیلم‌شناسی
از فیلم‌هایی که وی در آن نقش داشته است، می‌توان به کازابلانکا، مطب دکتر کالیگاری، مجسمه نیم‌تنه یانوس، عصر - شب - روز، هوس، مردی که می‌خندد، سرزمین بی زن و سفر به درون شب اشاره کرد.

## نگارخانه

مردی که میخندد معروف‌ترین فیلم فایت
ایوان مخوف آخرین فیلم فایت که وی در آن نقش ایوان مخوف را ایفا کرد
جوکر که از مردی که می‌خندد فایت الهام گرفته شده